# Felix Wolf (Schwimmer)
Felix Wolf (* 30. Oktober 1989) ist ein deutscher Schwimmer. Der Rückenspezialist hielt 2009 bis 2014 den deutschen Kurzbahnrekord über 200 Meter Rücken (1:50,65 min) und hält seit 2009 gemeinsam mit Paul Biedermann, Yannick Lebherz und Clemens Rapp den Langbahnrekord über 4 × 200 Meter Freistil (7:03,19 min). Wolf schwimmt für den Potsdamer SV.

## Erfolge
- Deutsche Kurzbahnmeisterschaften 2008: 1. Platz 200 m Rücken
- Deutsche Schwimmmeisterschaften 2009: 1. Platz 200 m Rücken
- Schwimmweltmeisterschaften 2009: 5. Platz 4 × 200-m-Freistilstaffel
- Deutsche Kurzbahnmeisterschaften 2009: 1. Platz 200 m Rücken
- Schwimmeuropameisterschaften 2012: 5. Platz 200 Meter Rücken, 7. Platz 100 Meter Rücken
- Deutsche Schwimmmeisterschaften 2013: 1. Platz 100 m Rücken
- Schwimmweltmeisterschaften 2013: 5. Platz 4 × 100-m-Lagenstaffel
- Deutsche Kurzbahnmeisterschaften 2013: 1. Platz 4 × 50-m-Freistilstaffel
- Deutsche Kurzbahnmeisterschaften 2014: 1. Platz 4 × 50-m-Freistilstaffel
- Deutsche Kurzbahnmeisterschaften 2018: 1. Platz 4 × 50-m-Freistilstaffel